# Rhytidodera integrifrons
Rhytidodera integrifrons là một loài bọ cánh cứng trong họ Cerambycidae.